# Chicago Sanitary and Ship Canal
Der Chicago Sanitary and Ship Canal, früher Chicago Drainage Canal, ist ein 45 km langer Kanal bei Chicago im Bundesstaat Illinois in den USA. Er verbindet den Chicago River mit dem Des Plaines River, wodurch  die Fließrichtung des Chicago Rivers in der Stadt gegenüber der natürlichen Fließrichtung umgedreht wurde.

## Geschichte
Ursprünglich entwässerte der Chicago River in den Michigansee. Der Fluss war gegen Ende des 19. Jahrhunderts stark belastet mit Abwässern der Stadt, im Besonderen auch mit denjenigen aus den Schlachtbetrieben, die stark gewachsen waren. Die Einwohner der Stadt bezogen Trinkwasser aus verschmutzten Bereichen des Michigansees, was zu wiederholten Ausbrüchen von Typhus und anderen durch Wasser übertragenen Krankheiten führte.
Im Jahr 1889 wurde der Sanitary District of Chicago gegründet, ein Zweckverband zur Lösung des Problems mit der Abwasserentsorgung. Eines der ersten Projekte des Zweckverbands war der Bau eines Kanals, der den Chicago River mit dem Des Plaines River verband. Dadurch kann eine regulierbare Wassermenge aus dem Michigansee durch den Chicago River in den Illinois River fließen, der in den Mississippi entwässert, womit die Abwässer der Stadt nicht mehr in den See gelangten.
Der Kanal wurde in den Jahren 1892 bis 1900 gebaut, die Baukosten betrugen 70 Mio. US-Dollar. Er wird als besonders gelungenes Ingenieurbauwerk betrachtet, dem eine einfallsreiche Planung zugrunde liegt, weshalb die Umkehr der Fließrichtung des Chicago Rivers auf der Liste der Denkmäler des Ingenieurbaus der American Society of Civil Engineers (ASCE) steht.